# Passiflora dasyadenia
Passiflora dasyadenia är en passionsblomsväxtart som beskrevs av Ignatz Urban. Passiflora dasyadenia ingår i släktet passionsblommor, och familjen passionsblomsväxter. Inga underarter finns listade i Catalogue of Life.